# Benedek Fliegauf
Benedek Fliegauf (Budapest, 15 agosto 1974) è un regista ungherese.

## Biografia
Come fondatore del “Raptors collective”, si è occupato anche di sound design e set design. A Budapest è considerato una figura di spicco della nuova generazione dei registi ungheresi. Fliegauf è un autodidatta, non ha mai frequentato scuole di regia, sebbene abbia provato ad essere ammesso all'Università di Cinema e Teatro ungherese: nonostante avesse ottenuto il massimo punteggio alla prova d'ammissione, la sua domanda venne respinta perché, a detta del regista e professore Péter Gothár, egli non aveva nulla da imparare.

## Carriera cinematografica
Il suo primo lungometraggio, Forest, è stato girato con un budget irrisorio. Il successo internazionale riscosso dal film si è accompagnato alla vincita di alcuni riconoscimenti importanti (ha vinto il Premio alla regia al Cottbus Film Festival, il premio Wolfgang Staudte e quello della critica intitolato a Gene Moskowitz al Festival di Berlino del 2003), e gli permise di accedere a produzioni più cospicue. Cupo e opprimente, il suo secondo film, Dealer, ha ottenuto il Premio alla regia al Mar del Plata Film Festival. Nella primavera del 2007 ha ultimato il suo terzo lungometraggio, Milky Way, una sorta di “ambient movie”, con prima mondiale al Festival di Locarno dello stesso anno.
Sempre a Locarno è stato premiato nel 2010 il suo ultimo lavoro, Womb, una futuristica storia d'amore, che è stato anche il primo film di Fliegauf in inglese. Just the Wind, realizzato nel 2012, ha vinto il Gran Premio della Giuria al 62.mo festival Internazionale di Berlino nel febbraio dello stesso anno. Il film è stato anche selezionato come candidato ungherese per l'Oscar come miglior film straniero all'ottantacinquesima edizione degli Academy Awards. La prima retrospettiva Italiana completa di tutti i film di Benedek Fliegauf, presentata dallo stesso regista, è stata ospitata all'interno della nona edizione del Lucca Film Festival

## Filmografia

### Regista

#### Lungometraggi
- Forest (Rengeteg) (2003)
- Dealer (2004)
- Milky Way (Tejút) (2007)
- Womb (2010)
- Just the Wind (Csak a szél) (2012)
- Liliom ösvény (2016)
- Rengeteg - Mindenhol látlak (2021)

#### Cortometraggi
- Talking Heads (Beszélö fejek) (2001)
- Hypnosis (Hypnos) (2003)
- The Line (A sor) (2004)
- Trance (Pörgés) (2005)

#### Documentari
- Van élet a halál elött? (2002)
- Európából Európába (2004)
- Csillogás (2007)